# Ardabur

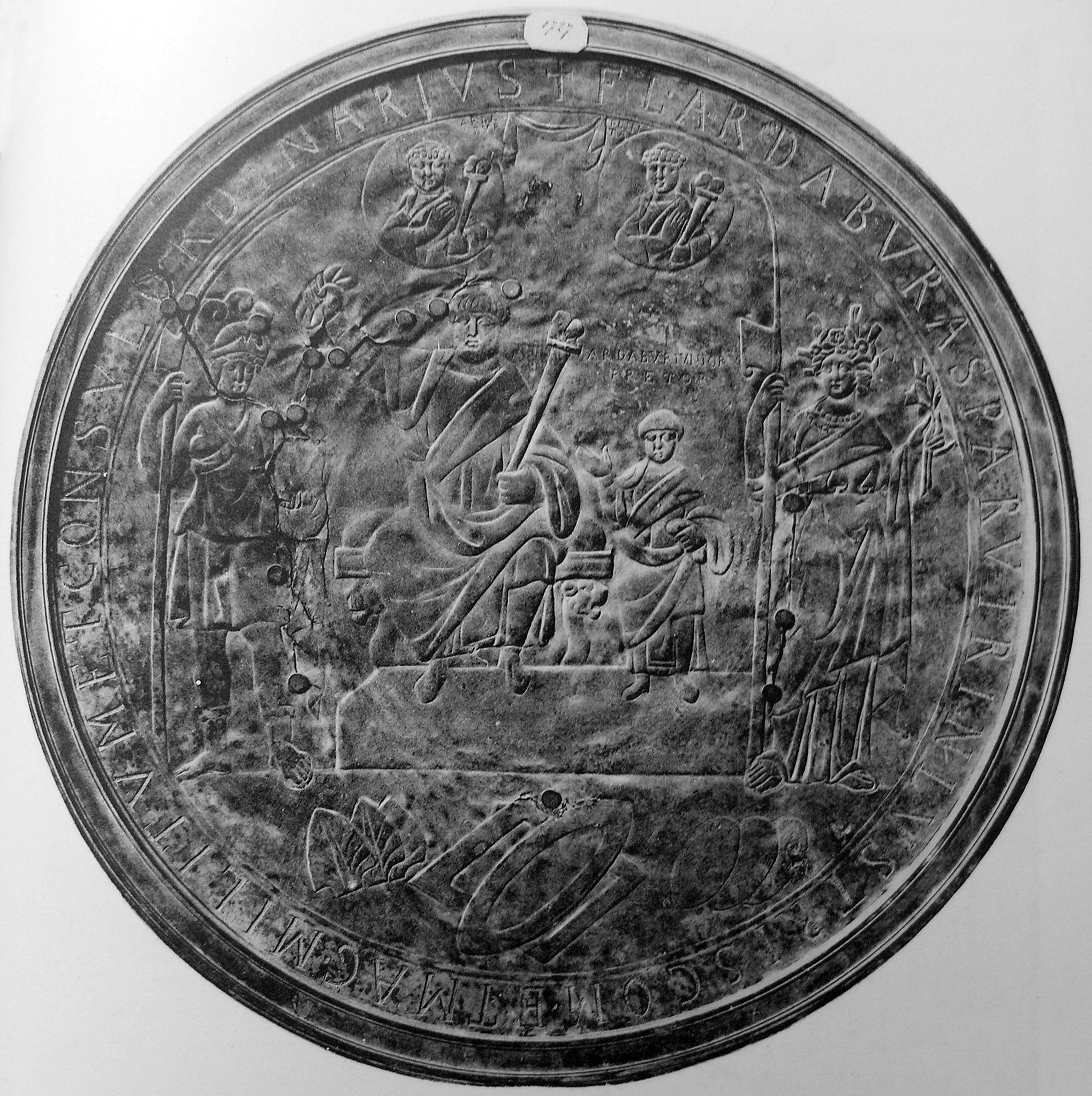
Afbeelding van Ardabur en zijn vader Aspar

Ardabur of Ardaburius was de zoon van Aspar en de kleinzoon van Ardaburius. Hij was generaal in het Byzantijnse Rijk in de 5de eeuw tijdens de regeerperiode van zijn vader. Hij beleed het arianisme.

## Carrière
Zijn politieke carrière had hij voornamelijk te danken aan zijn vader, maar ook dankzij zijn eigen militaire overwinningen. In 443 werd hij praetor en in 447 consul. Na een belangrijke overwinning tegen de Sassaniden, kreeg hij de titel magister utriusque militiae per Orientem en werd hij tot patriciër benoemd.

## Intriges
Toen zijn vader, Leo I, aanstelde tot keizer, kwam het tot een steekspel, wie met de dochters van Leo mochten trouwen, om zo de macht te verkrijgen. De oudste dochter Ariadne trouwde met Tarasicodissa en de jongste dochter Leontia werd beloofd aan de broer van Ardabur, Patricius. Tarasicodissa liet zich bekeren en veranderde zijn naam in Zeno en kreeg de steun van de patriarch.

## Dood
In 471 werd de familie van Ardabur uitgenodigd op een feestmaal bij keizer Leo I en werden allen vermoord, behalve Erménéric die de dans kon ontspringen.